# Pluto e la foca (film 1947)
Pluto e la foca (Rescue Dog) è un film del 1947 diretto da Charles A. Nichols. È un cortometraggio animato della serie Pluto, prodotto dalla Walt Disney Productions e uscito negli Stati Uniti il 21 marzo 1947, distribuito dalla RKO Radio Pictures. Il film ha lo stesso titolo del cortometraggio animato del 1941 Pluto's Playmate. A partire dagli anni novanta è più noto come Cane da salvataggio.

## Trama
Pluto è un cane da salvataggio in una zona nevosa e ha una piccola botte di brandy. Si imbatte in Salty che gli ruba la botte per giocare, così lo insegue. Durante il lungo inseguimento, Pluto cade da una rupe dentro un lago ghiacciato. Non riuscendo ad emergere a causa della lastra di ghiaccio sopra di lui, perde i sensi. Salty però lo tira fuori e usa il brandy nella botte per scaldarlo e farlo rinvenire. Così i due fanno amicizia.

## Distribuzione

### Edizioni home video

#### VHS
- Le nuove avventure di Pluto (settembre 1986)[1]

#### DVD
Il cortometraggio è incluso nel DVD Paperino e i corti di Natale.